# دالامبر (دهانه)
دالامبر یک دهانه برخوردی در ماه‌ است.